# Arthrodire
Arthrodira
Ordre
Les arthrodires (Arthrodira) sont un ordre éteint  de poissons placodermes.

## Description et caractéristiques
Les animaux du genre Plourdosteus, trouvés sur le territoire de l'actuel parc national de Miguasha au Canada, étaient des prédateurs bien adaptés avec des mâchoires dépourvues de dents comme telles mais qui avaient des plaques gnathales (du grec gnathos, « mâchoire ») ossifiées à la mâchoire supérieure qui venait s'appuyer sur l'os de la mâchoire inférieure, l'inferognathal. Cet ensemble de plaques avec leurs zones occlusives agissaient comme de véritables ciseaux.
C'est à l'intérieur des arthrodires que les plus grands prédateurs marins du Dévonien ont existé. Le plus connu étant sans doute le genre Dunkleosteus qui vivait dans les mers chaudes qui recouvraient la région actuelle de l'Ohio.

## Liste des sous-ordres et familles
Selon BioLib (21 octobre 2016) :
- sous-ordre Actinolepina †
- sous-ordre Brachythoraci Gross, 1932 †
  - famille Homostiidae Jaekel, 1903 †
- sous-ordre Coccosteina †
  - famille Dinichthyidae Newberry, 1885 †
- sous-ordre Heterosteina †
- sous-ordre Pachyosteina †
- sous-ordre Phlyctaeniina †
- sous-ordre Wuttagoonaspina †
- famille Groenlandaspididae †

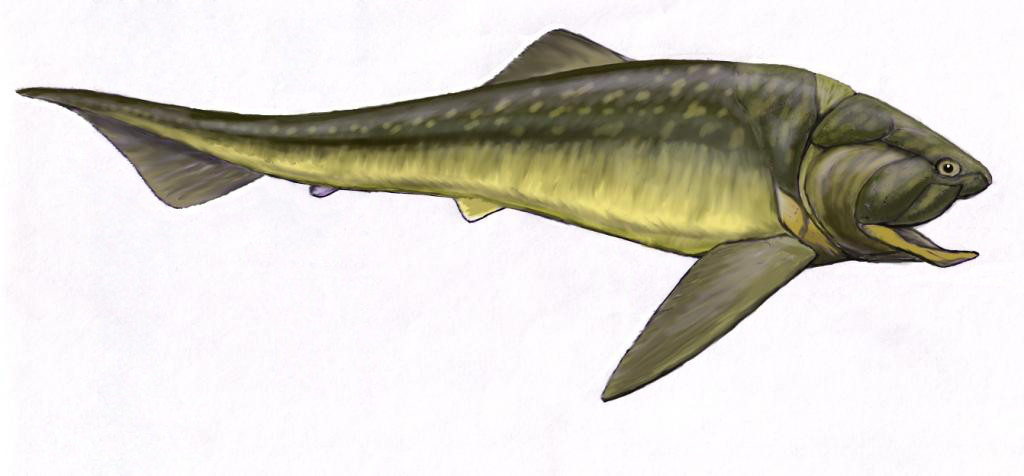
Titanichthys
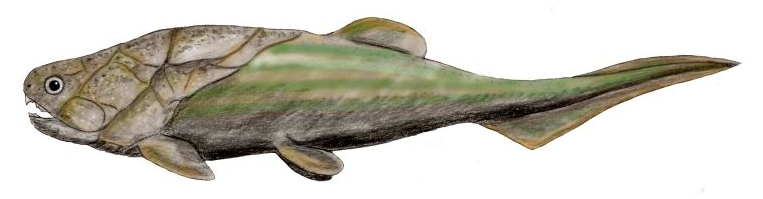
Coccosteus
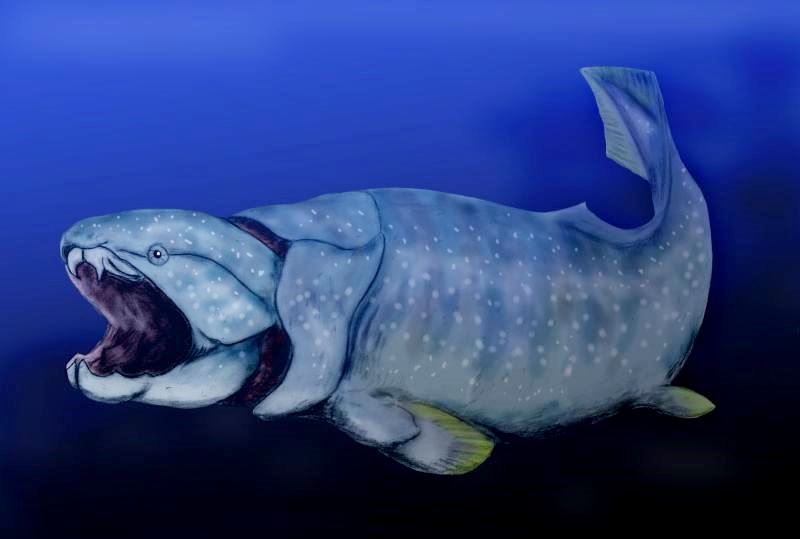
Dunkleosteus
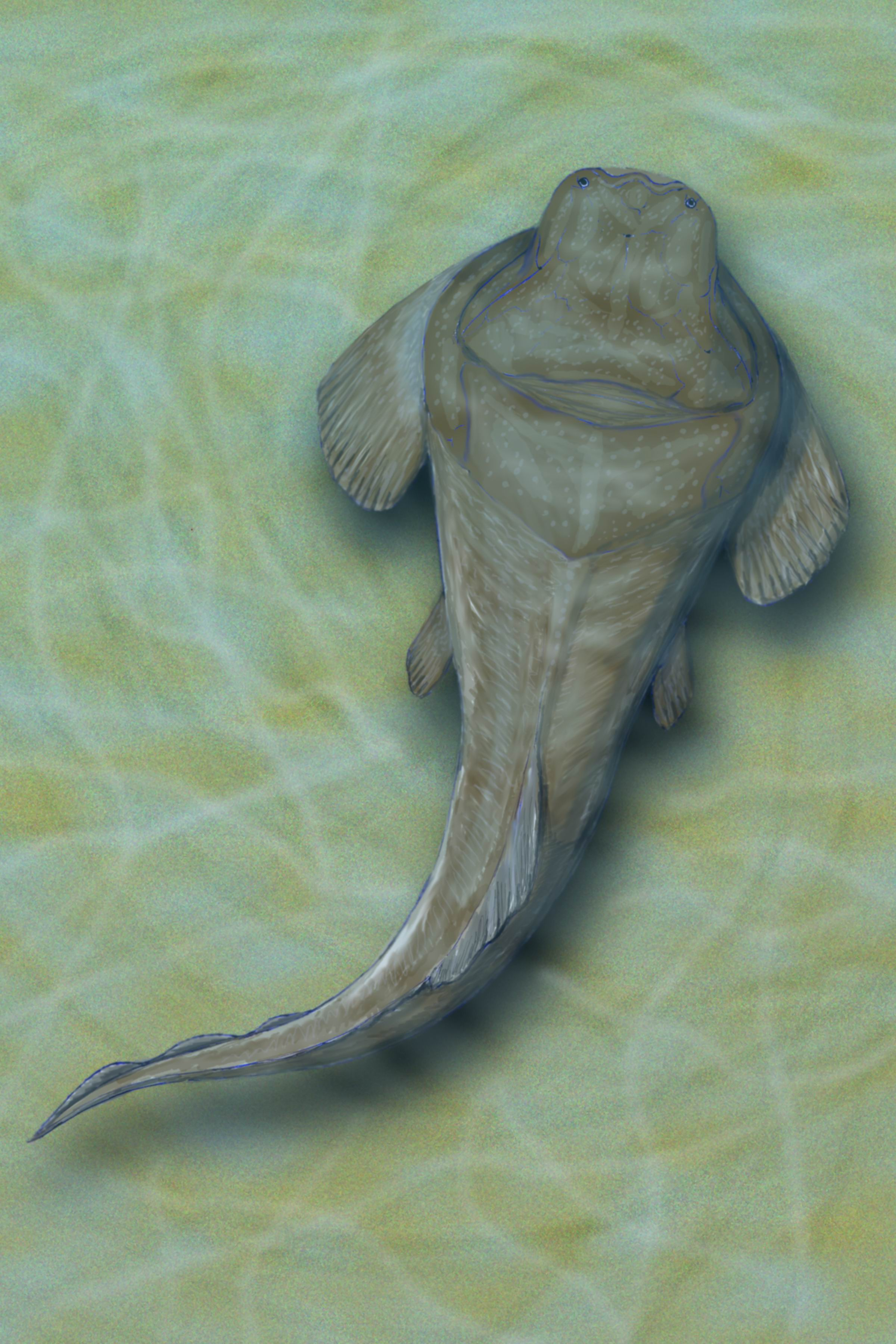
Heterostius
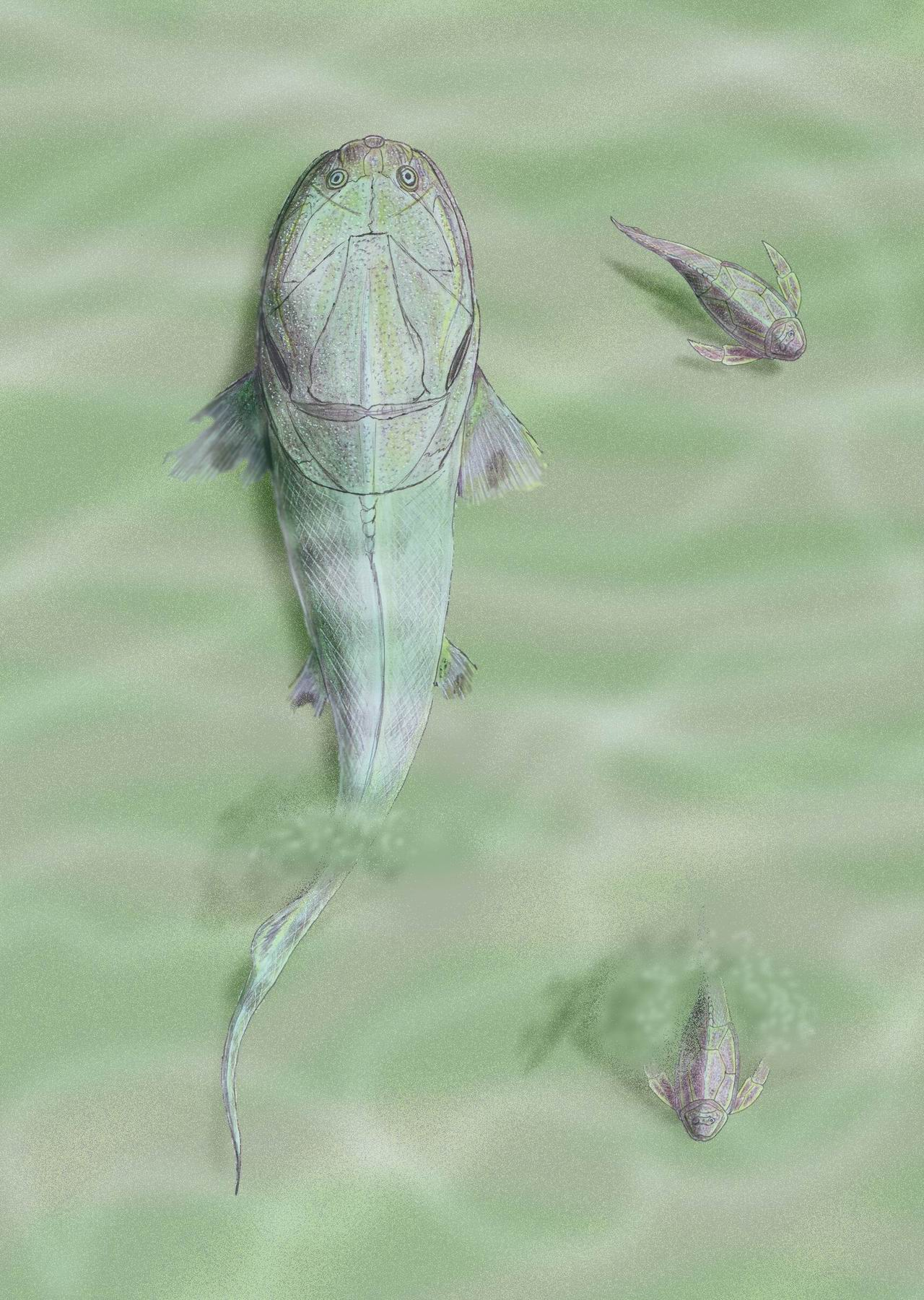
Homostius